# آهوماش ظریف
آهوماش ظریف (نام علمی: Lotus tenuis) نام یک گونه از سرده آهوماش است.